# Aeroconseil
Aeroconseil est une société de services aéronautique créée en 1984 par Max Fischl. Située à Blagnac, elle est localisée à proximité de l'aéroport de Toulouse-Blagnac. Elle comporte deux pôles d'expertise : l'ingénierie aéronautique et systèmes ; les services au transport aérien. En 2011, elle devient une filiale du groupe Akka Technologies. Historiquement, Aeroconseil est très liée à Airbus son principal donneur d’ordres.

## Histoire

Premier logo d'Aeroconseil.

Max Fischl, premier pilote d'essai du vol Airbus A300B, fonde le cabinet de conseil Aeroconseil en 1984,. En 1998, Max Fischl confie la direction à Dominique Berger, ingénieur polytechnicien, diplômé de l'institut d'études politiques de Paris et de l'Institut supérieur de l'aéronautique et de l'espace.
Spécialisée au départ dans la formation des pilotes et la gestion de la maintenance aéronautique, l'entreprise se diversifie et se développe rapidement. Elle s'organise en deux pôles : l'ingénierie aéronautique et systèmes ; les services au transport aérien. En 2006, à la mort de son fondateur, le groupe se compose d'environ 1 100 salariés, basé essentiellement à Toulouse, et son chiffre d'affaires avoisine les 70 millions d'euros.
De 2002 à 2010 elle crée des filiales en Allemagne, Espagne, au Canada et en Grande-Bretagne puis aux Pays-Bas et en Tunisie. En 2011, elle devient une filiale du groupe Akka Technologies qui devient son unique actionnaire au prix de concessions sur les salaires et avantages des personnels. Cette acquisition sera d'ailleurs suivie de plusieurs grèves,.

## Clients

Deuxième logo de la société de services avant qu'elle ne devienne une filiale d'Akka Technologies.

Aercoconseil est historiquement très liée à l'avionneur Airbus qui est son principal donneur d'ordres. La société propose sa collaboration aux avionneurs et systémiers dans leurs relations avec leurs fournisseurs et avec leurs clients. Aeroconseil compte dans ses références :
- Avionneurs, équipementiers et systémiers : Airbus, Avions de transport régional, Dassault Aviation, Eurocopter, GE Aerospace, Goodrich, Groupe Safran, Groupe Thales, Zodiac Aerospace, Liebherr Aerospace, Rockwell Collins[2].
- Loueurs : AAR Corporation, AerCap, AER Dragon, Airbus, Aircastle, Alafco, CIT, Asset Management, ILFC, LCI[2].
- Compagnies aériennes : Aerolineas Argentinas, Air France, Air Méditerranée, Air Tahiti Nui, Egyptair, Emirates, Eurofly, Nouvelair Tunisie, Oman Air, Royal Air Maroc, Shanghai Airlines, S7 Airlines[2].